# Кейзерлинг, Александр Андреевич
Граф Александр Андреевич Кейзерлинг (нем. Alexander Friedrich Michael Lebrecht Nikolaus Arthur Graf von Keyserling; 15 [27] августа 1815, Курляндская губерния,— 8 [20] мая 1891, Эстляндская губерния) — российский естествоиспытатель, чиновник и общественный деятель из рода Кейзерлингов.

## Биография
Сын графа Генриха Дитриха Александра Кейзерлинга от его брака с баронессой Анной фон Нольде родился на мызе Кабиллен в Кабилской волости Тальсенского уезда Курляндской губернии. По женской линии происходил от Г. К. Кейзерлинга. Все детство и юность провел в родительском имении Кабиллен. С детства занимался музыкой и достиг большого совершенства, как исполнитель-пианист, и не без успеха занимался композиторством. В 1833 году поступил в Берлинский университет, где сначала изучал правоведение, а затем естественные науки. В это же время Кейзерлинг через своего брата сблизился и подружился с Отто Бисмарком. В 1835 году он совершил своею первую научную экспедицию в Карпаты и опубликовал научную работу по зоологии.
Окончив университет, по особенным рекомендациям Гумбольдта Кейзерлинг отправился в Петербург и в 1840 году был послан в геогностическое путешествие по изучению Эстляндского побережья Финского залива. Поступив на службу 24 февраля 1841 года, он два года спустя, как будущей зять графа Канкрина, был пожалован в звание камер-юнкера. При личном покровительстве Николая I организовывал научные экспедиции по территории Российской империи. Занимался геологией, палеонтологией и ботаникой. Действительный член Русского географического общества с 19 сентября 1845 года. Лауреат Демидовской премии 1847 года.
С началом правления Александра II стал играть заметную роль в Прибалтийском крае: занял должность эстляндского губернского предводителя дворянства (15 января 1857 года), в 1859 году пожалован в звание камергера и 2 августа того же года произведён в действительные статские советники. Благодаря своей высокой научной репутации и связям в европейском научном мире 17 апреля 1862 года назначен попечителем Дерптского учебного округа вместо умершего Е. Ф. Брадке; немедленно возбудил вопрос о резком усилении средств на содержание Дерптского университета.
Произведён в гофмейстеры 28 октября 1866 года. В своей деятельности на посту попечителя опирался на поддержку министра народного просвещения А. В. Головнина, а с его отставкой в 1866 году и назначением на пост министра графа Д. А. Толстого потерял поддержку министерства , что в конечном счёте привело к его подаче им прошения об отставке.

Уволен от должности 23 октября 1869 года с оставлением гофмейстером. Впоследствии приближённый к Толстому Е. М. Феоктистов так описывал обстоятельства ухода Кезйерлинга: 

Одним из самых ожесточенных поборников онемечения остзейских губерний был граф Кейзерлинг, попечитель Дерптского учебного округа. Граф Д. А. Толстой говорил о нем не иначе, как со скрежетом зубов, но не дерзал предпринять ничего для обуздания его ревности. Вдруг в октябре 1869 года сам Кейзерлинг подал в отставку, мотивировав свою просьбу тем, что генерал-губернатор (Альбединский) приглашает всех высших административных лиц являться в табельные дни к молебствию в соборную церковь, а ему, Кейзерлингу, религиозная совесть не дозволяет посещать православные храмы.
Дерптский университет 23 декабря 1869 года присвоил ему звание почётного доктора минералогии и геогнозии. 
После увольнения от должности попечителя жил на покое в родовом имении Райкюль. В 1872 году он с семьей уехал за границу, для завершения образования младшей дочери. По возвращении жил с женой в своем имении или в Ревеле, где вёл тихую и уединенную жизнь, совершая иногда поездки в Петербург.
В 1890 году он предпринял свою последнюю поездку за границу специально, чтобы посетить своего друга Бисмарка. Скончался 8 (20) мая 1891 года от рака крови в имении Райкюль.

## Награды
- Орден Святого Владимира 4-й степени (1844)
- Орден Святой Анны 3-й степени (1848)
- Орден Святого Станислава 2-й степени (1857)
- Орден Святого Станислава 1-й степени (1862)
- Орден Святой Анны 1-й степени (1866)
- Орден Святого Владимира 2-й степени (1887)

## Известные труды
- Die Wirbelthiere Europas, F. Vieweg und Sohn, Braunschweig, 1840, в соавторстве с Блазиусом Иоганн Генрихом.
- Fossile Mollusken. St. Petersburg 1848
- Genus Adiantum L. Recensuit Alexander Keyserling… (St. Petersburg, 1875)

## Семья

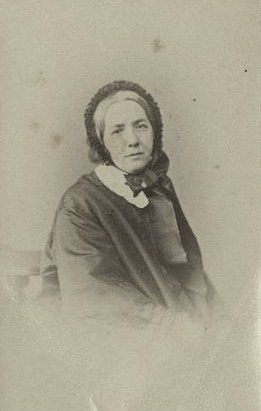
Зинаида Егоровна, жена

Жена (с 09.01.1844) — графиня Зинаида Егоровна Канкрина (16.07.1821—11.02.1885), крестница М. М. Муравьёва и Е. Ф. Муравьёвой; фрейлина двора (01.08.1835), дочь министра финансов графа Е. Ф. Канкрина. По словам М. Корфа, старшая дочь Канкрина была добрая и милая девушка, но ещё менее красавица, нежели её младшая сестра Ламберт. Выйдя замуж за курляндца Кейзерлинга, у которого не было ничего, даже людкости и светской обходительности, кроме огромного запаса ученых сведений, она обожала его и детей, и жила только ими на свете. В приданное получила обширное имение в Эстляндии (Райкюль) и два поменьше в Лифляндии (Керкау и Конно). Скончалась после долголетней болезни раком. В браке имела детей:
- Елена (1845—после 1902), крестница великой княгини Елены Павловны, фрейлина двора (1867), часто сопровождала отца в его поездках за границу, замужем (1874) за бароном Отто фон Таубе. В 1902 году издала дневники отца в двух томах, дополнив их собственными воспоминаниями.
- Лев (1849—1895)[9], в 1871 году окончил с золотой медалью  Дерптский университет и перешёл в С.-Петербургский университет. После слушал лекции в Берлине и Геттингене. Из-за тяжелой болезни (воспаления легких и плеврита) не смог продолжить научную деятельность. Получив в 1875 году в управления лифляндские имения, жил в них и занимался лесным хозяйством. После смерти отца хотел написать его биографию, но преждевременная смерть помешала ему исполнить задуманное. Его сын Герман Львович получил известность как философ.
- Мария (1856—1874)[10], скончалась от туберкулеза.

Его племянник Эдуард Эдуардович также снискал известность как писатель.